# Galería Nacional de las Marcas
La Galería Nacional de las Marcas (italiano: Galleria nazionale delle Marche) es un museo estatal italiano ubicado en el Palacio Ducal de Urbino.
Sus colecciones derivan en gran parte de obras recopiladas en el siglo XIX en iglesias y conventos de la región Marcas; las obras provenientes de las colecciones ducales, dispersas a lo largo de los siglos, son, sin embargo, relativamente escasas. La sección más famosa está vinculada al Renacimiento en Urbino, con dos obras de Piero della Francesca y otras de los artistas de la corte de Federico da Montefeltro, así como un importante grupo de obras de principios del siglo XVI, entre las que se encuentran algunas de Rafael, y a partir del siglo XVII, otras de Federico Barocci. En el último piso hay una llamativa colección de cerámica; en algunas salas de la planta baja se aloja también el Museo Arqueológico de Urbino, especialmente rico en epígrafes antiguos.
Es propiedad del Ministerio de Bienes y Actividades Culturales (Ministero per i beni e le attività culturali), que desde 2014 lo incluye entre los museos con especial autonomía.

## Historia
El Palacio Ducal devinió en el Renacimiento como uno de los palacios principescos más bellos de Italia. Construido en gran parte en la época de Federico da Montefeltro, bajo la supervisión de varios arquitectos, entre los que se destacaron Luciano Laurana y Francesco di Giorgio Martini, a menudo fue descrito como uno de los palacios principescos más extraordinarios de Italia, con una biblioteca de gran magnitud, colecciones de pintura, escultura (antigua y moderna), pequeños bronces, platería, tapices, cuero pintado, y muebles con intarsias.

### Saqueo
Sufrió varios saqueos o expropiaciones a lo largo de los siglos. El primero fue realizado por Cesare Borgia, quien después de haber conquistado el ducado (1502) dispersó una parte de las colecciones, incluido el famoso Cupido durmiente de Miguel Ángel, que fue a parar a Mantua antes de perderse definitivamente.
La segunda expropiación, y mayor, tuvo lugar en 1631, cuando el ducado fue anexado a los Estados Pontificios. Este acuerdo no preveía la transferencia al Papa de los bienes muebles, que se convirtieron en la dote extraordinaria de Victoria della Rovere, la última descendiente de la familia, a su marido Fernando II de Médici, gran duque de Toscana. De esa forma acabaron en Florencia joyas, esculturas, gemas y pinturas, muchas de las cuales son todavía hoy el orgullo de los museos florentinos como un Rafael, catorce Tizianos (incluida la Venus de Urbino), o el díptico del duque de Urbino., de Piero della Francesca. Otros objetos de menor valor, como muebles o cerámica, se vendieron en la plaza pública.
Un tercer expolio, aún menos legítimo, lo llevó a cabo el cardenal Antonio Barberini, el primer legado papal, quien removió una parte del ciclo de los hombres ilustres del studiolo de Federico de Montefeltro, así como Apolo y las Musas de Giovanni Santi y Timoteo Viti de la capilla homónima. Las pinturas permanecieron en las colecciones de la familia Barberini hasta 1812, año en que 14 cuadros pasaron a la colección Sciarra-Colonna. Las pinturas de Barberini fueron compradas por el Estado italiano con el resto de la colección y transferidas a Urbino en 1934. Fueron reorganizadas en el studiolo en 1983. Las 14 pinturas de la colección Sciarra-Colonna pasaron a la colección de Giampietro Campana (certificada al menos desde 1856) y comprada con el resto de la colección en 1863 por Napoleón III Bonaparte para el Museo del Louvre donde se encuentran aún hoy.
Un cuarto expolio, también ilegítimo, tuvo lugar en 1657 por parte el Papa Alejandro VII, quien hizo llevar cientos de libros iluminados de la biblioteca de Federico da Montefeltro a la Biblioteca Apostólica. Mientras tanto, también se habían destruido los corami, es decir, las pinturas que decoraban la mayor parte de las paredes de las habitaciones.

### Mejoras en la colección
Del núcleo original de decoraciones del antiguo mobiliario del palacio hoy sólo queda la alcoba de Federico, hallada en los depósitos del palacio y reconstruida con algunos tapices y catorce de los veintiocho Hombre ilustres del studiolo, recuperados en el siglo XX, así como el Retrato de Federico da Montefeltro con su hijo Guidobaldo de Pedro Berruguete. También se redescubrieron las pinturas murales de la Sala delle Nozze (Salón de bodas), cubiertas de cal.
Las extraordinarias decoraciones de piedra y, debido a circunstancias especialmente afortunadas, muchas de las puertas de madera con intarsias, así como las famosas intarsias del studiolo  también están intactas e inalteradas.
El resto de las colecciones del museo se ha construido desde su fundación en 1912 y se pueden dividir en cuatro grupos:
1. Un llamativo grupo de pinturas, especialmente tablas, provenientes de la supresión de los conventos de las Marcas tras la unificación de Italia (1861), propiedad del Estado.[5]
2. Un conjunto de obras depositadas con diversos fines (temporal o perpetuamente) por iglesias y cofradías especialmente en Urbino.[5]
3. Obras de arte, sobre todo cerámicas y monedas, que han pasado a ser propiedad del Estado por legado o herencia, entre las que se encuentran el legado de Mauruzi (1865, cerámicas del Abruzzo, sobre todo de Castelli), la colección del médico senigallés Bruno Brun (2000, Roman oro y plata) y la colección Volponi (1991 y 2003, una veintena de pinturas del siglo XIV al XVII, a menudo obras maestras).[5]
4. Obras adquiridas por el Estado para aumentar y completar las colecciones de la Galería, entre las que se destacan en los últimos veinticinco años: nueve pinturas del siglo XV de la Fundación Giorgio Cini, tres obras provenientes de Sassoferrato, un grupo de artistas del siglo XVI-XVII cerámicas del siglo XIX, obras de Andrea Lilli, Andrea Boscoli y Federico Barocci (un retrato inédito), un gabinete de la Rovere con incrustaciones de ébano y marfil.[5]

El 6 de febrero de 1975 fueron robados la Virgen de Senigallia  y la La flagelación de Piero della Francesca, ambos luego recuperados en Locarno, Suiza, el 22 de marzo del año siguiente.

## Preparación
Esta suma de donaciones y compras ha contribuido a dar a la galería una dimensión "nacional", incluso a pesar de algunos vacíos que aún quedan en las obras de grandes artistas de las Marcas o que dejaron una parte importante de su actividad en la región (Carlo Crivelli y Lorenzo Lotto, por ejemplo).
Otro límite de las colecciones actuales es el desfase, temporal, estilístico e histórico, entre las numerosas obras presentes y las salas que las conservan: si los polípticos del siglo XIV, junto con las obras de finales del XVII y XVIII, están fuera del marco cronológico de la construcción del palacio, otras obras sacras, de marcado gusto popular, como las esculturas de madera, pugnan por armonizar con la decoración cortesana de las estancias. Para intentar paliar estos inconvenientes se estudió una disposición que, aunque a veces fuerza el orden cronológico, intenta hacer coincidir en lo posible las correspondencias entre contenedor y contenido: la cámara picta y las obras de Camerino, las obras del gótico tardío en el habitaciones con decoración más antigua, el siglo XV en las habitaciones Laurana, Giovanni Santi en la habitación Veglie, Barocci y la cerámica del siglo XVII en el apartamento Rovere.
La configuración de 1982, que fue mejorando gradualmente en los años siguientes, también trató de utilizar soportes lo más simples posibles, casi invisibles.

## Visita al museo

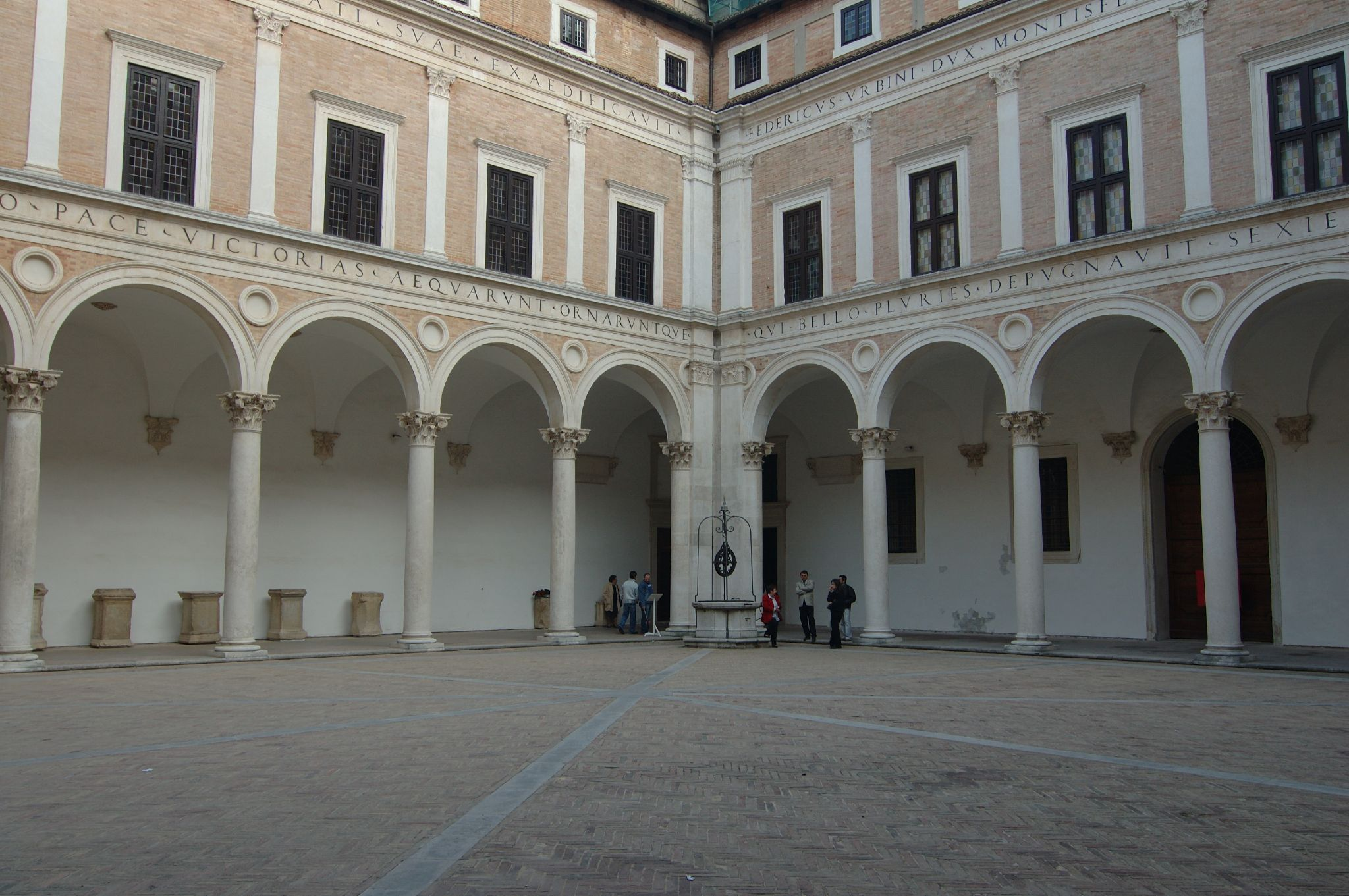
El patio de honor

Una vez pasada la entrada en Piazza Duca Federico, el visitante se encuentra en el patio de honor: la forma es rectangular con cinco arcos en los lados norte (entrada) y sur, y seis en los otros.
A lo largo de toda la extensión de los dos dinteles, en los cuatro lados del patio, corre una inscripción dedicatoria : "FEDERICUS DUX MONTISFERETRI AC DURANTIS COMES SANCTAE RO[MANAE] ECCLESIAR CONFALORERIUS ATQUE ITALICAE CANFEDERATIONIS IMPERATOR HANC DOMUM A FUNDAMENTIS ERECTAM GLORIAE ET POSTERITATI SUAE EXAEDIFICAVIT. - QUI BELLO PLURIES DEPUGNAVIT SEXIES SIGNA CONTULIT OCTIES HOSTEM PROFLIGAVIT OMNIUMQUE PRAELIORUM VICTOR DITIONEM AUXIT. EIUSDEM IUSTITIA CLEMENTIA LIBERALITAS ET RELIGIO PACE VICTORIAS EQUARUNT ORNARUNTQUE". 
En la esquina sureste hay un pozo del siglo XVII.

## Primer piso

### Apartamento de Íole (habitaciones 1 - 7)
En el ala este del edificio, que consistente en siete habitaciones, se encuentra el apartamento de Íole (Jole), llamado así por la imponente chimenea de la primera sala, decorada con las figuras de Hércules e Íole, obra de Michele di Giovanni da Fiesole llamado il Greco.
 En esta sección se encuentra la alcoba de Federico da Montefeltro, un raro ejemplo de mobiliario del siglo XV, ya que este era el apartamento habitado por Federico, no duque aún, cuando estaba esperando la construcción de su suntuosa residencia en el lado opuesto del edificio llamado Apartamento del Duque. El término "alcoba" deriva del árabe "tienda o habitación doble". Se trata de una pequeña habitación de madera, donde antiguamente se colocaba la cama, construida por Giovanni da Camerino con la ayuda de colaboradores hacia 1459-1460, quizás con motivo de la boda de Federico da Montefeltro con la jovencísima Battista Sforza. Es la única evidencia de los muebles de madera originales del Palacio. La alcoba es un artefacto precioso con una forma cúbica perfecta (mide 340 x 340 x 340 cm). Su estructura está formada por paneles, pilastras, entablado de cubierta, pintados al temple y dorados. El exterior fue decorado por Fra' Carnevale con falso mármol policromado y recuerda arquitectónicamente la fachada florentina del Palazzo Rucellai de Leon Battista Alberti.
En estas salas se encuentran las esculturas de principios del Renacimiento (Luca della Robbia, Michele di Giovanni da Fiesole, Agostino di Duccio, Francesco di Giorgio Martini);  las salas V y VI, en cambio, albergan obras de principios del siglo XV de la región de Marcas; en la última sala, montada en época reciente, se encuentran las obras pictóricas del siglo XIV.

### Apartamento de los Melaranci (habitaciones 8 - 11)
Continuando, se ingresa al apartamento Melaranci: estas habitaciones probablemente estaban destinadas, junto con el posterior Apartamento de Huéspedes, a recibir invitados importantes.
En estas salas, la exposición que comienza en la última sala del apartamento Jole continúa con las obras de la Baja Edad Media de artistas principalmente del centro de Italia (especialmente de las áreas de Marcas y Rímini).
Entre las obras expuestas se encuentran los polípticos La Virgen y el niño y las Historias de la vida de Jesús de Giovanni Baronzio, Anunciación de Olivuccio di Ciccarello y Anunciación de Nicola del maestro Antonio.

### Apartamento de huéspedes (habitaciones 12 - 15)
El apartamento consta de cinco habitaciones de las cuales solo cuatro son visitables. Se dice que una de las habitaciones pertenece al rey de Inglaterra e indica cómo la tradición de albergar a personalidades importantes ha llegado a tiempos más recientes. 
Aquí se encuentran las obras pictóricas del siglo XV en el Véneto y las Marcas meridionales, así como algunas esculturas de madera renacentistas y un tesoro de monedas de oro del siglo XV, afortunadamente encontrado recientemente.

### Apartamento del Duque o Realissimo (habitaciones 16 - 20)

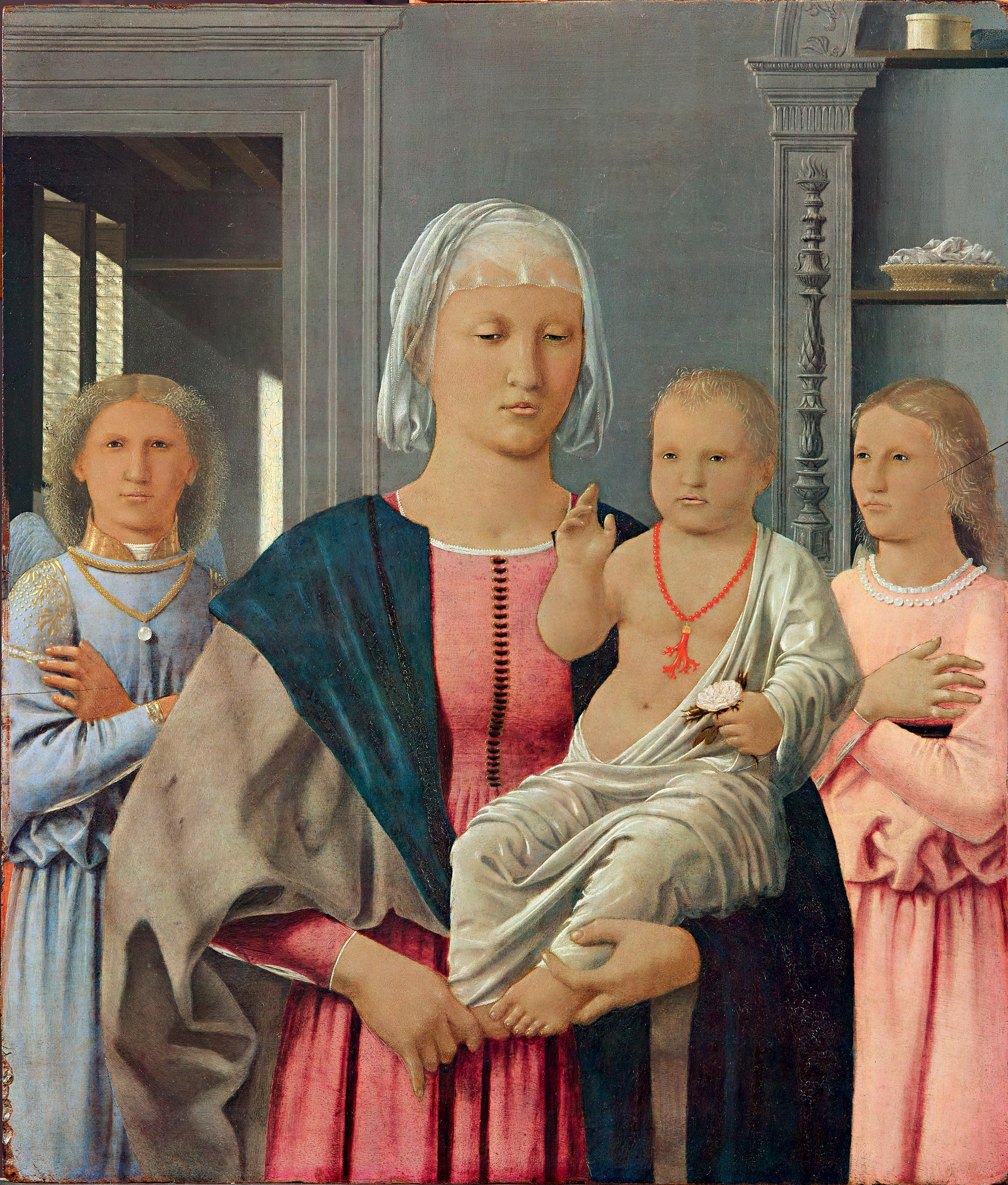
Piero della Francesca, Madonna de Senigallia, Sala de audiencias

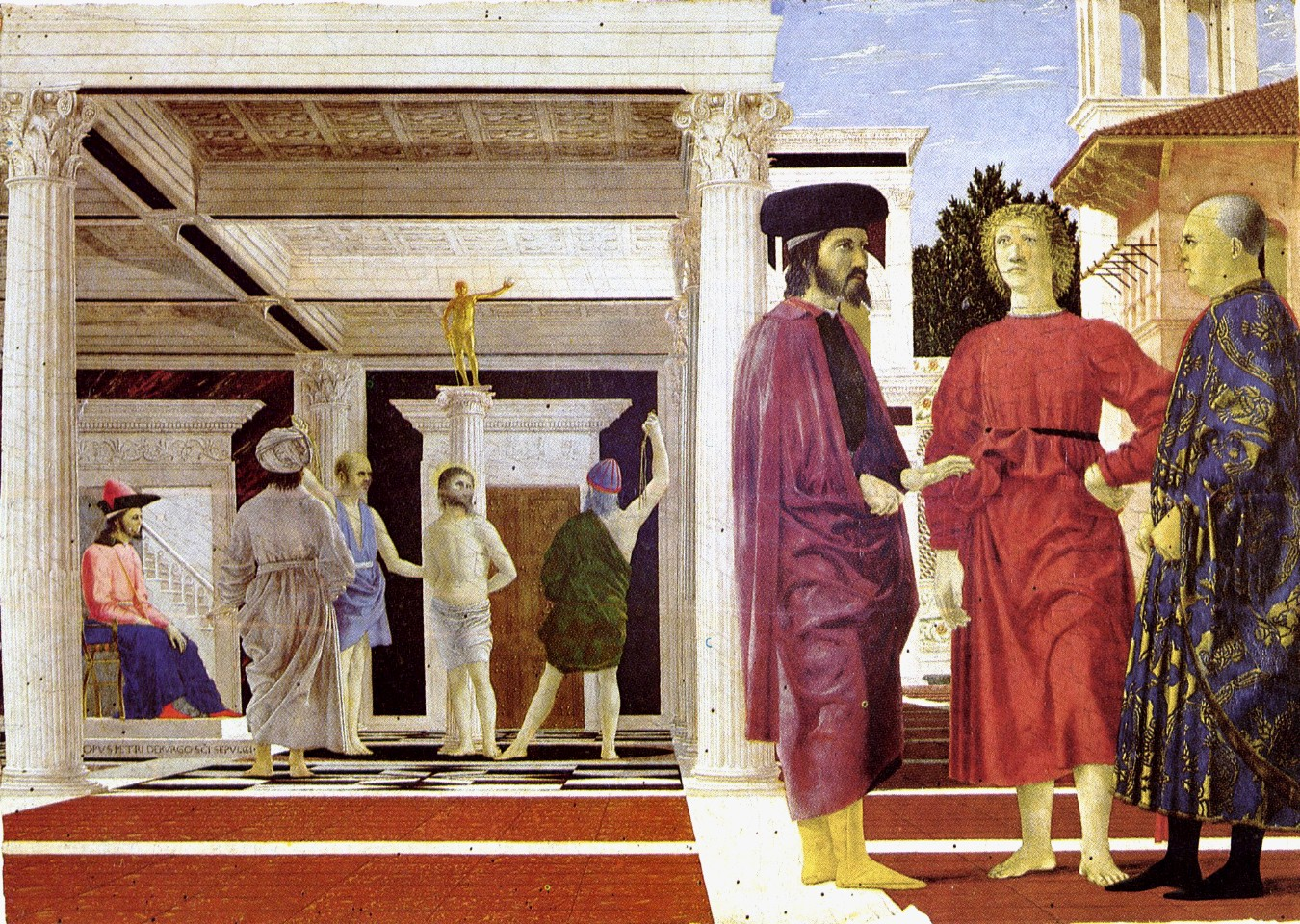
Piero della Francesca, Flagelación, Sala de audiencias

Pasando el apartamento de invitados llegamos al apartamento del Duque Federico.
Esta es sin duda la parte más importante de la galería y donde se encuentran las obras más valiosas del museo.
La sala de audiencias (sala 16) contiene, entre otras cosas, la Flagelación y la Virgen de Senigallia, ambas de Piero della Francesca.
Más adelante se encuentra el famoso studiolo del duque Federico (sala 18), terminado en 1476, con un valioso estuco en la bóveda y cubierto en la banda inferior con madera taraceada de Baccio Pontelli basada en dibujos de Sandro Botticelli, Francesco di Giorgio Martini y Donato Bramante. La franja intermedia entre la bóveda y los armarios de taracea contenía originalmente veintiocho retratos de hombres ilustres de Justo de Gante y Pedro Berruguete. Junto al studiolo estaba la biblioteca, ahora en el Vaticano.
La habitación 20 fue una vez el dormitorio del duque: las incrustaciones en las puertas son hermosas, cuyos diseños se atribuyen a Sandro Botticelli (el de Marte y Hércules) y a Francesco di Giorgio Martini (Representaciones de palacios en perspectiva).

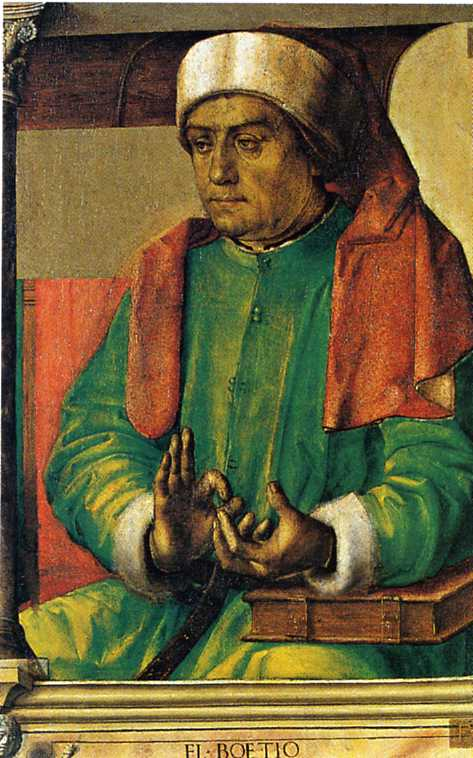
Justo de Gante, Boecio
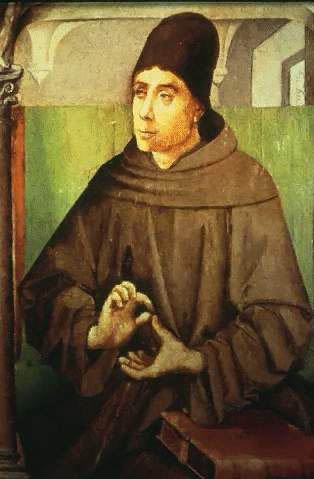
Justo de Gante, Duns Scoto
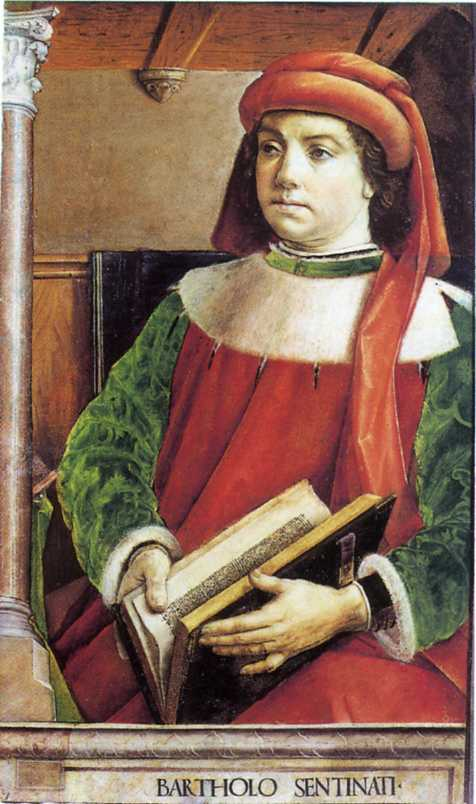
Justo de Gante, Bártolo de Sassoferrato
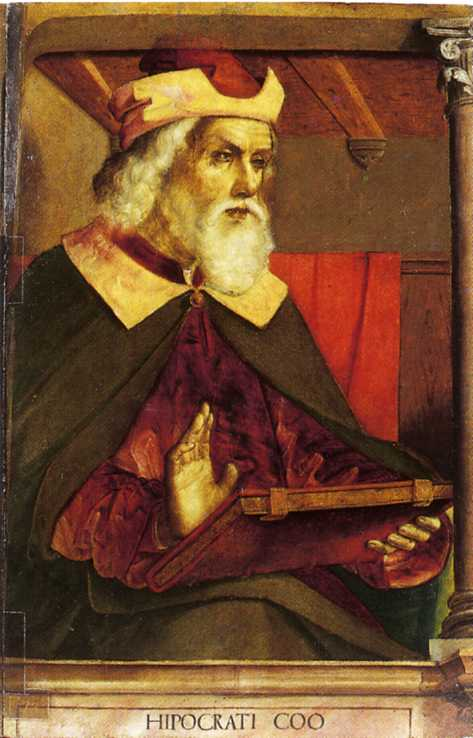
Justo de Gante, Hipócrates
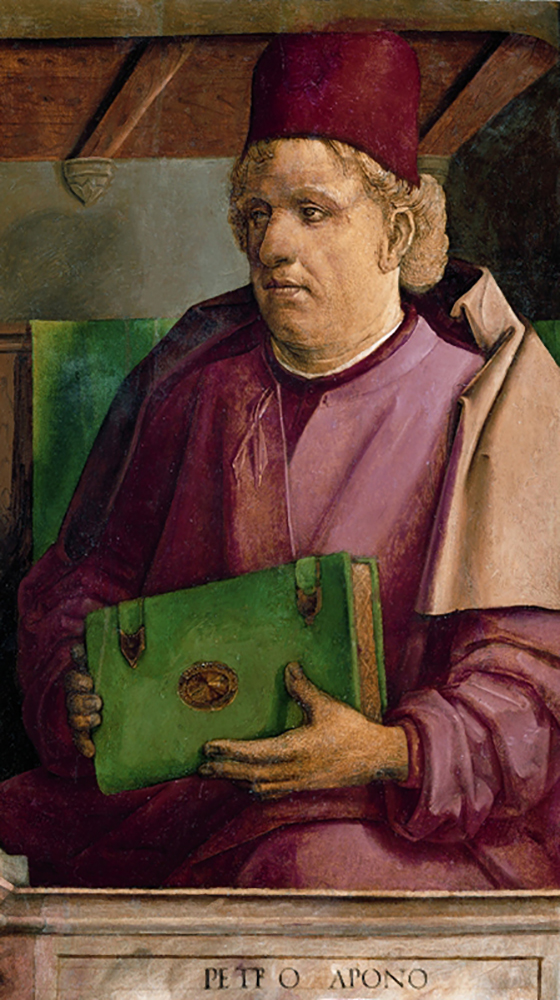
Justo de Gante, Pietro d'Abano
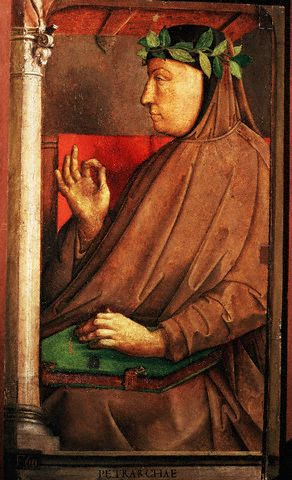
Justo de Gante, Retrato de Petrarca
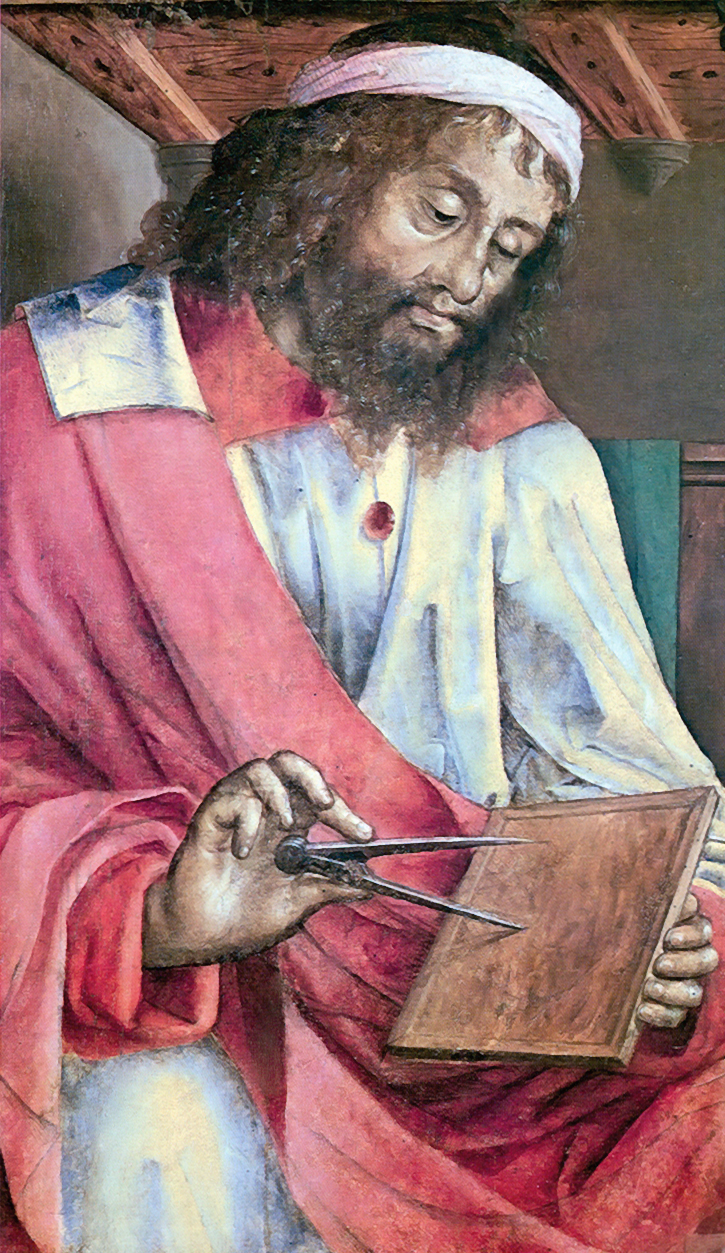
Justo de Gante, Retrato de Euclides
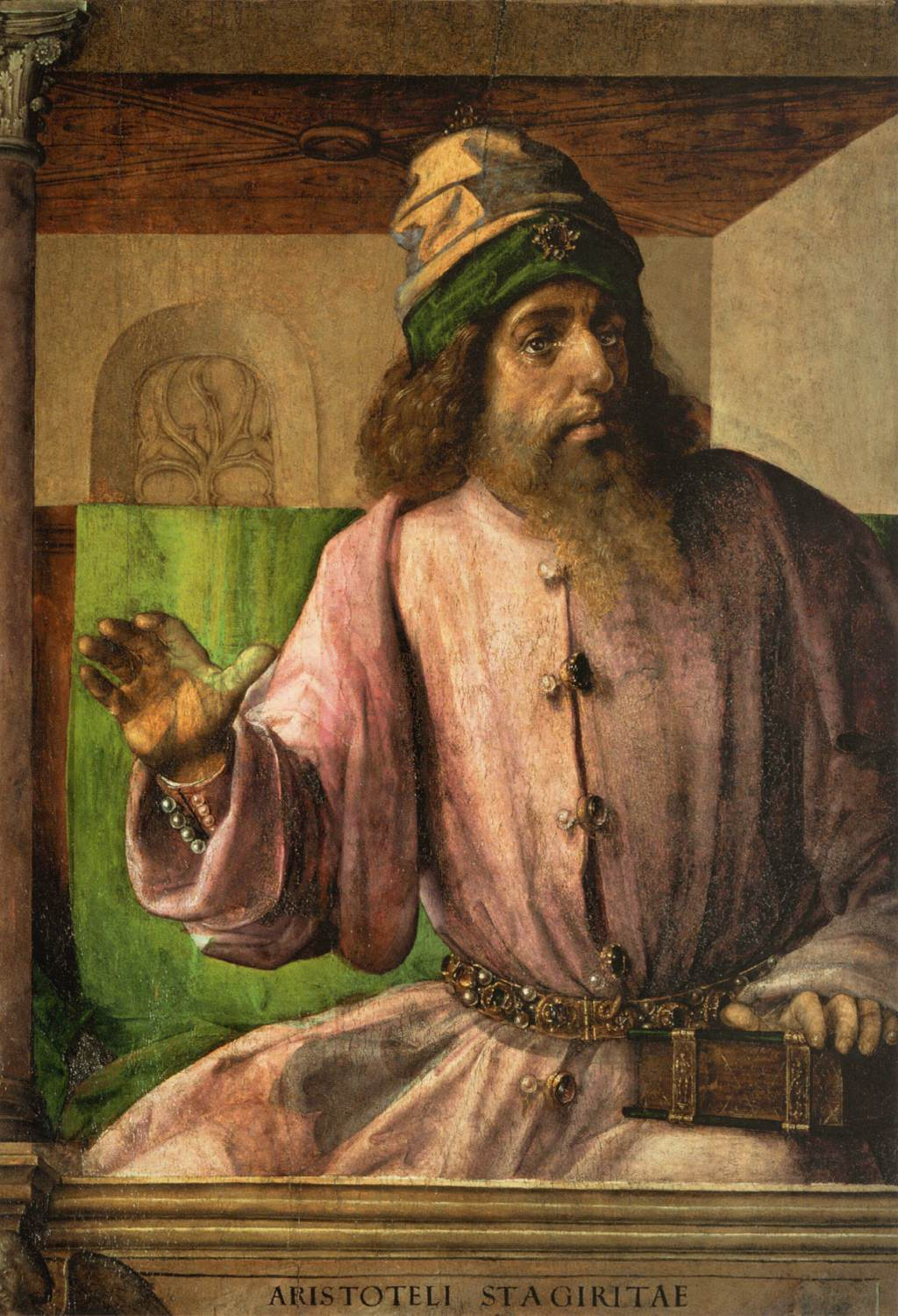
Justo de Gante, Retrato de Aristóteles
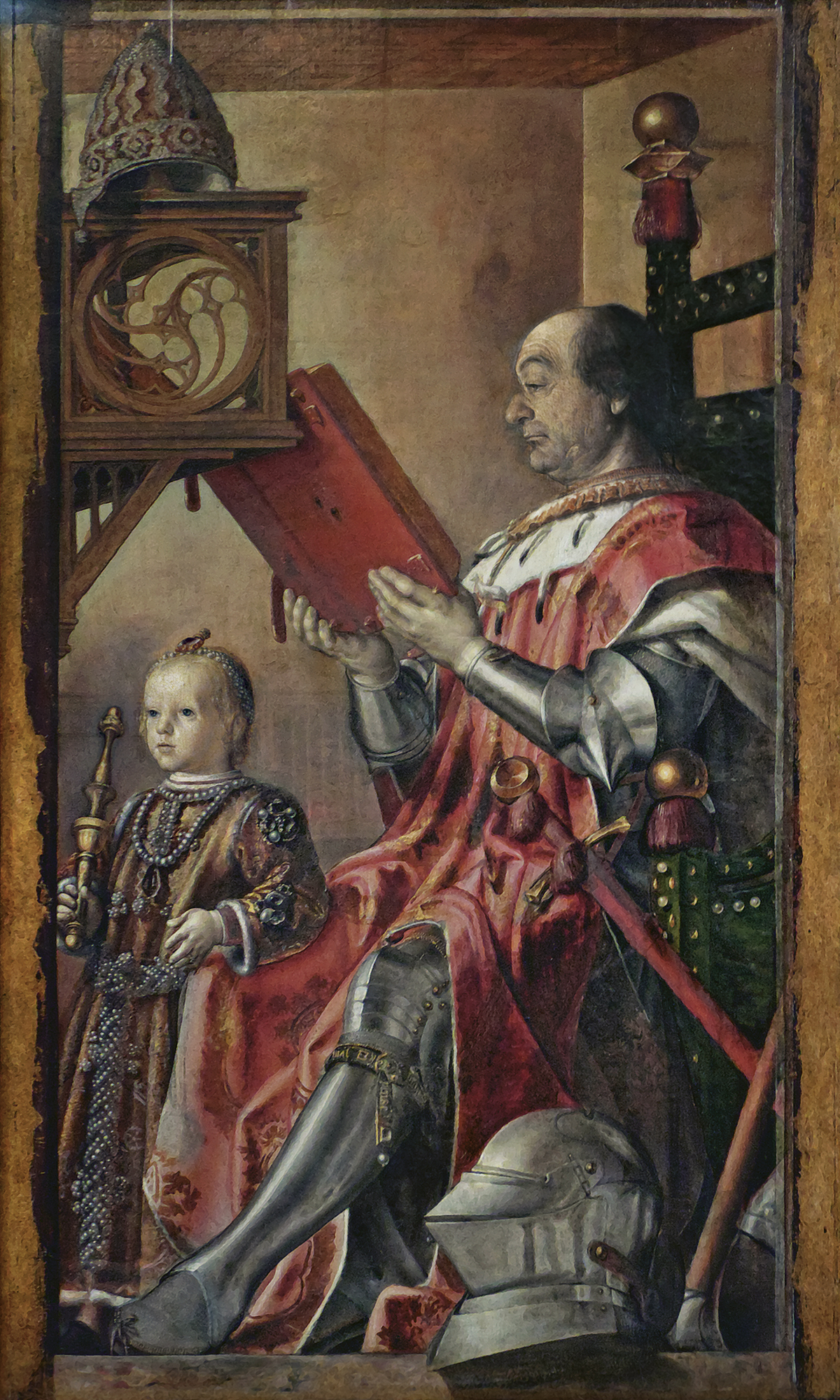
Pedro Berruguete, Retrato de Federico da Montefeltro con su hijo Guidobaldo

También en esta sala se encuentra la obra de Pedro Berruguete Retrato de Federico da Montefeltro con su hijo Guidobaldo (1476 - 1477)
Las habitaciones se arreglaron  entre 1717 y 1718 para alojar a Jacobo Estuardo, pretendiente católico al trono inglés y su séquito, durante el exilio en los Estados Pontificios.

### Salas de juntas (salas 21 - 23)

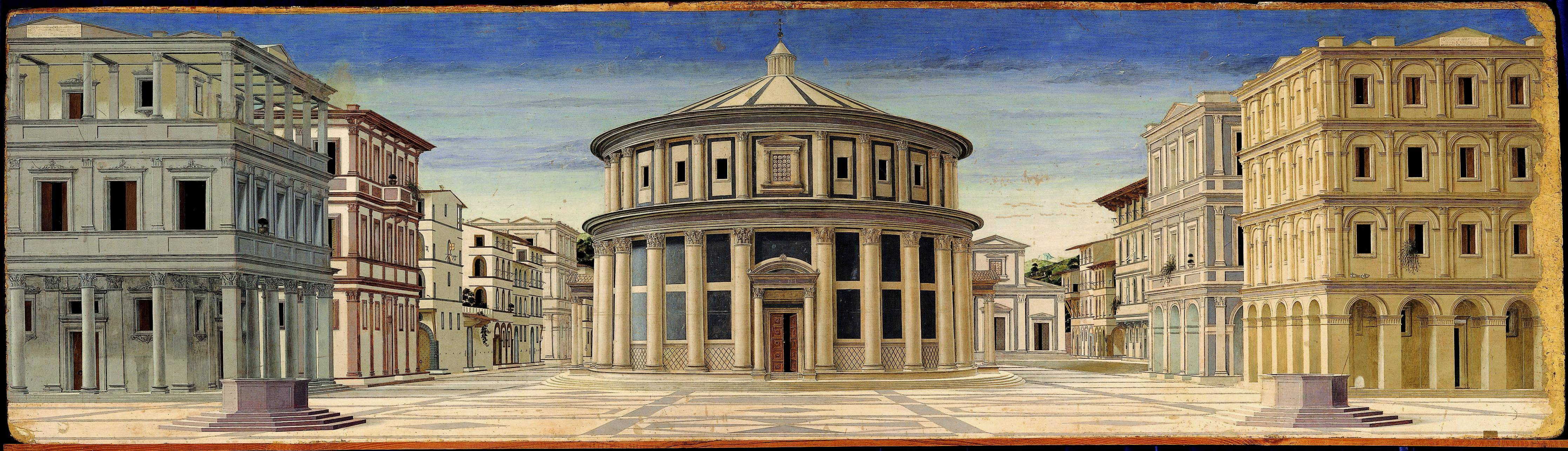
Vista de la ciudad ideal (Veduta della città ideale), obra cuya atribución es incierta

En estas estancias estaba el corazón del palacio ducal y de la vida cortesana. En la Sala degli Angeli (sala 21) se puede admirar la célebre Vista de la ciudad ideal (Veduta della città ideale), atribuida, entre otros, a Luciano Laurana, Piero della Francesca, Francesco di Giorgio Martini, Fra Carnevale y Leon Battista Alberti, del que sería -llegado el caso- la única obra pictórica. En la sala también se encuentran otras obras conocidas: el Retablo del Corpus Domini, compuesto por la tabla de la Comunión de los Apóstoles (1473-1474) de Justo de Gante y la predela del Milagro de la Hostia profanada (1467-1468) de Paolo Uccello. Esta predela estaba destinada a la parte inferior de un retablo de Justo de Gante (La Comunión de los Apóstoles o La Institución de la Eucaristía), realizado por su parte entre 1473 y 1474, para el oratorio de la iglesia del Corpus Domini en Urbino. La predela fue ejecutada antes que el retablo, que fue solicitado a Piero della Francesca, quien rechazó el encargo. Trasladada a la iglesia de Sainte-Agathe y luego al colegio Scolopi, la predela solo fue encontrada en 1858 o 1859 en un ático, dañada, ya que probablemente había servido como tabla para albañiles (debido a sus dimensiones), los colores estaban alterados por restos de cal. Luego fue trasladada al palacio ducal.

Las 6 escenas de la predela.
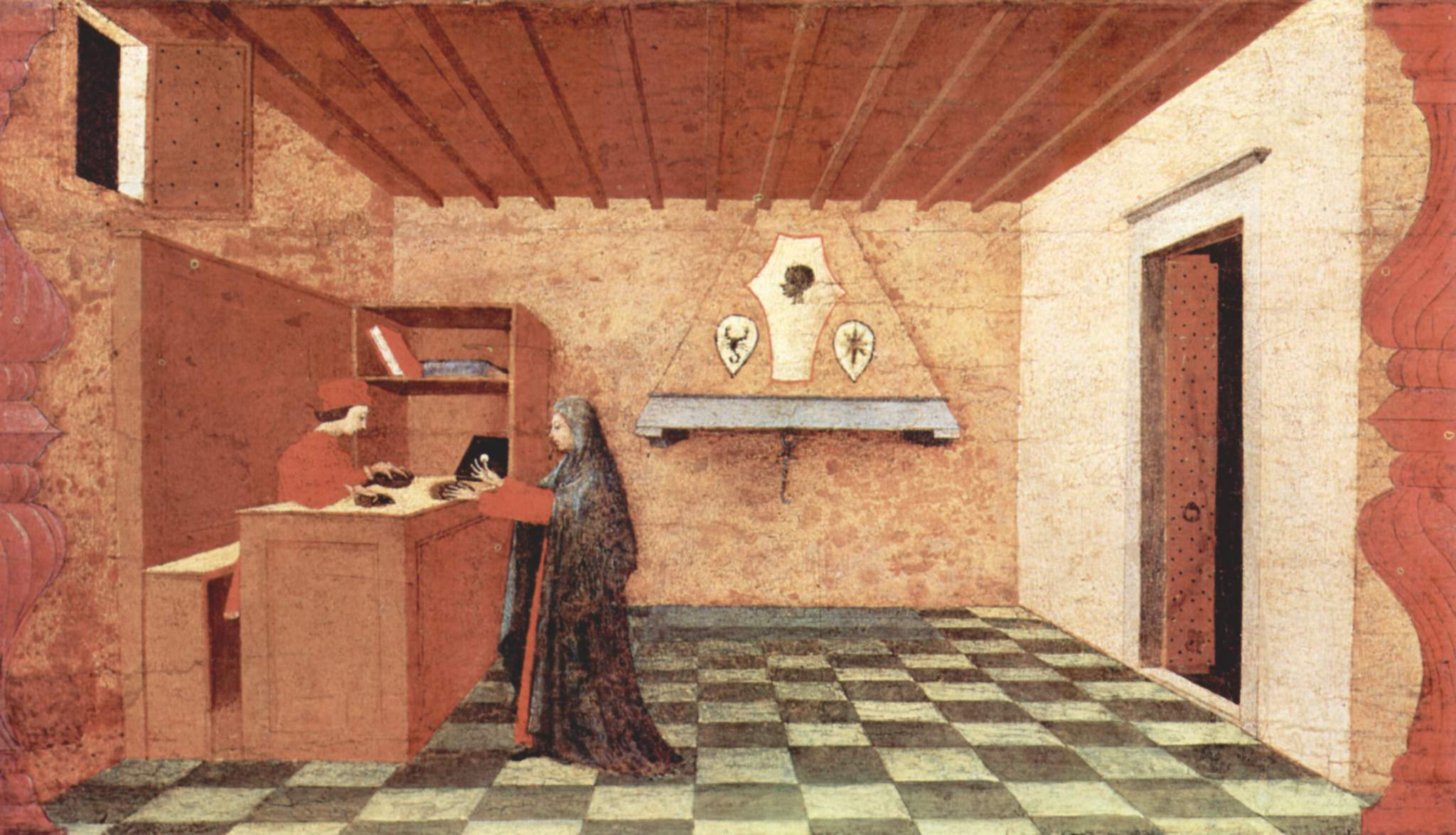
Escena 1  Una mujer canjea una hostia a un comerciante judío por un abrigo (o a un prestamista judío por dinero).
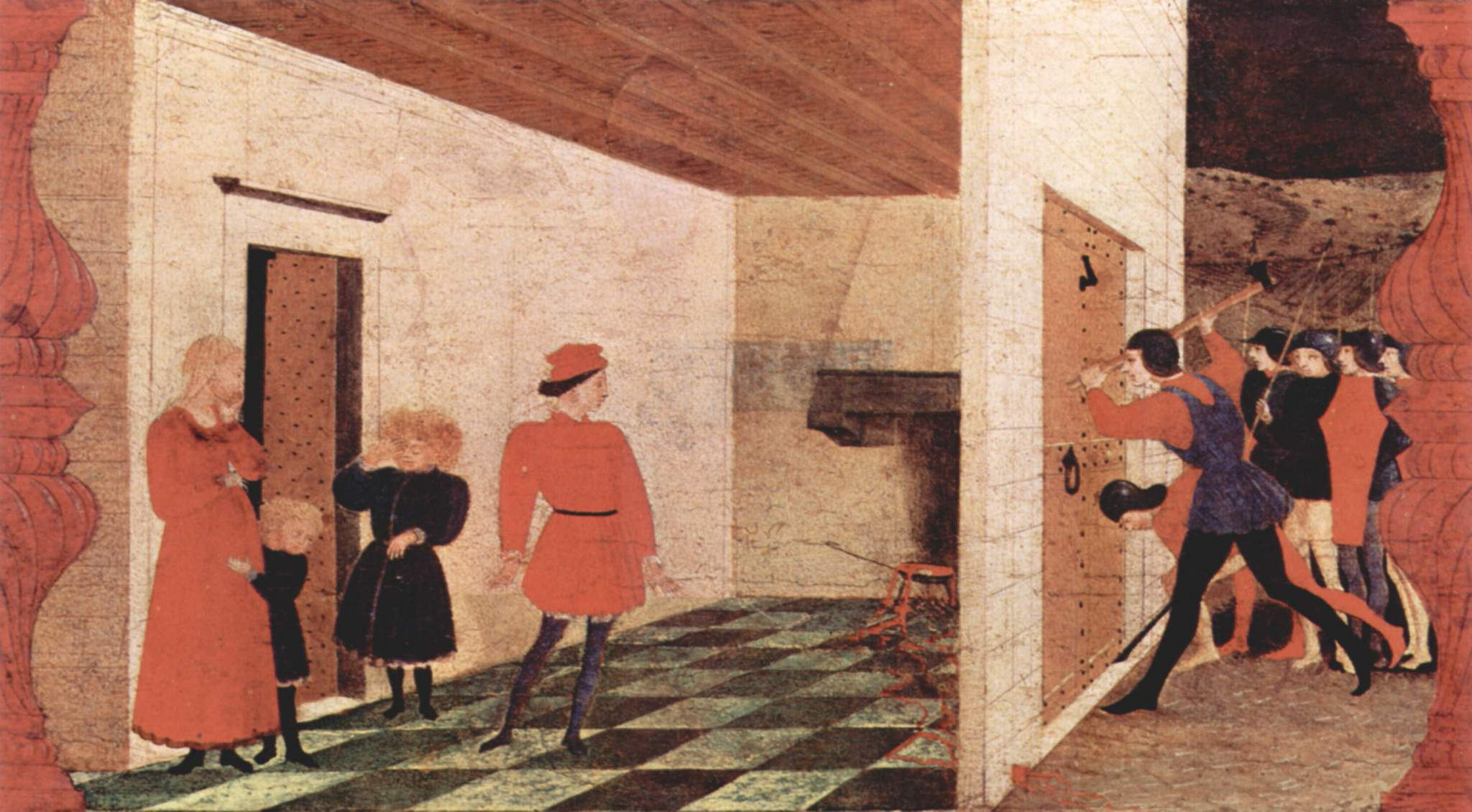
Escena 2  Cuando el comerciante trata de quemarla, la hostia comienza a sangrar y esto alerta a los guardias.
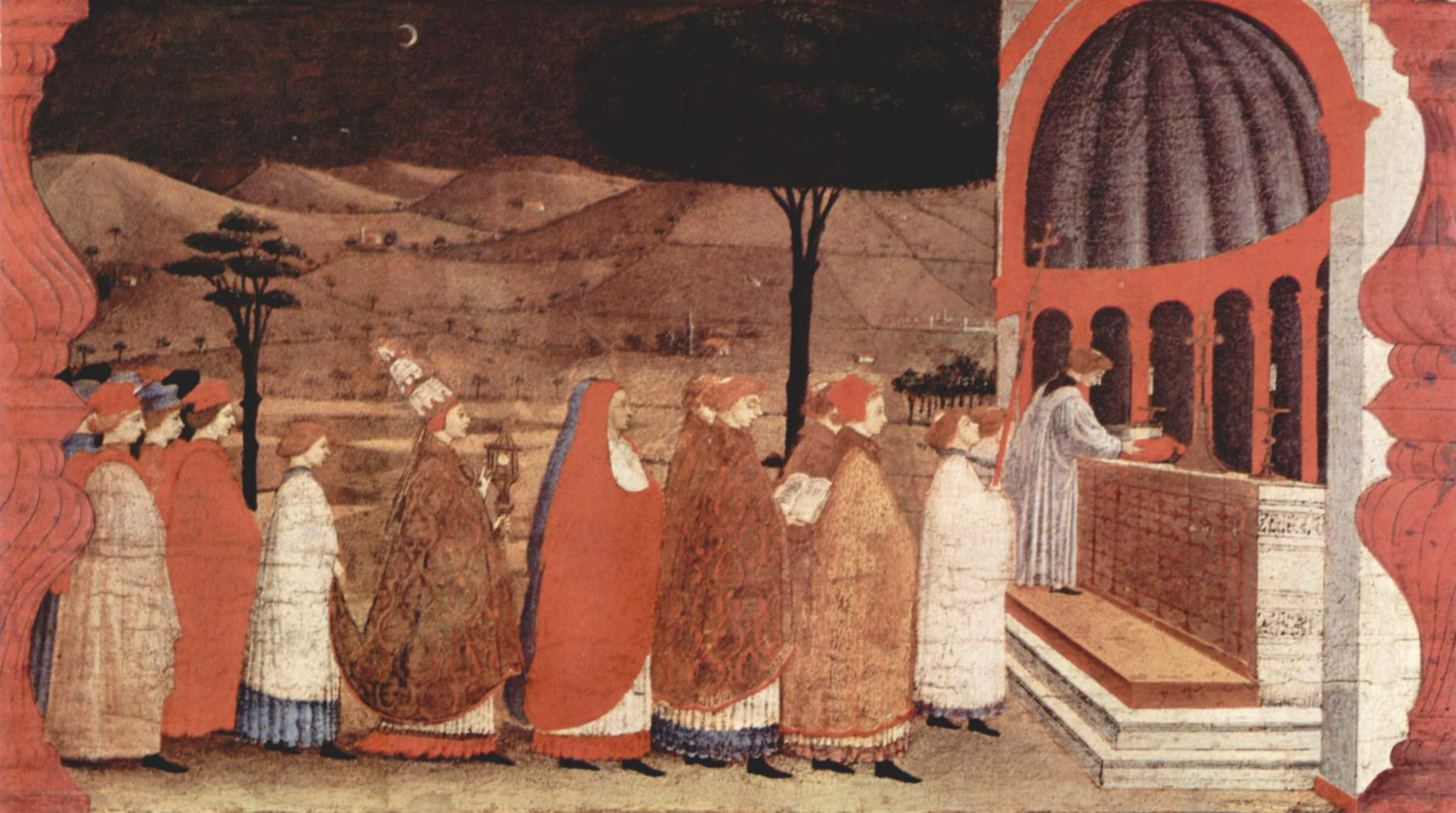
Escena 3  Se organiza una procesión para volver a consagrar la hostia.

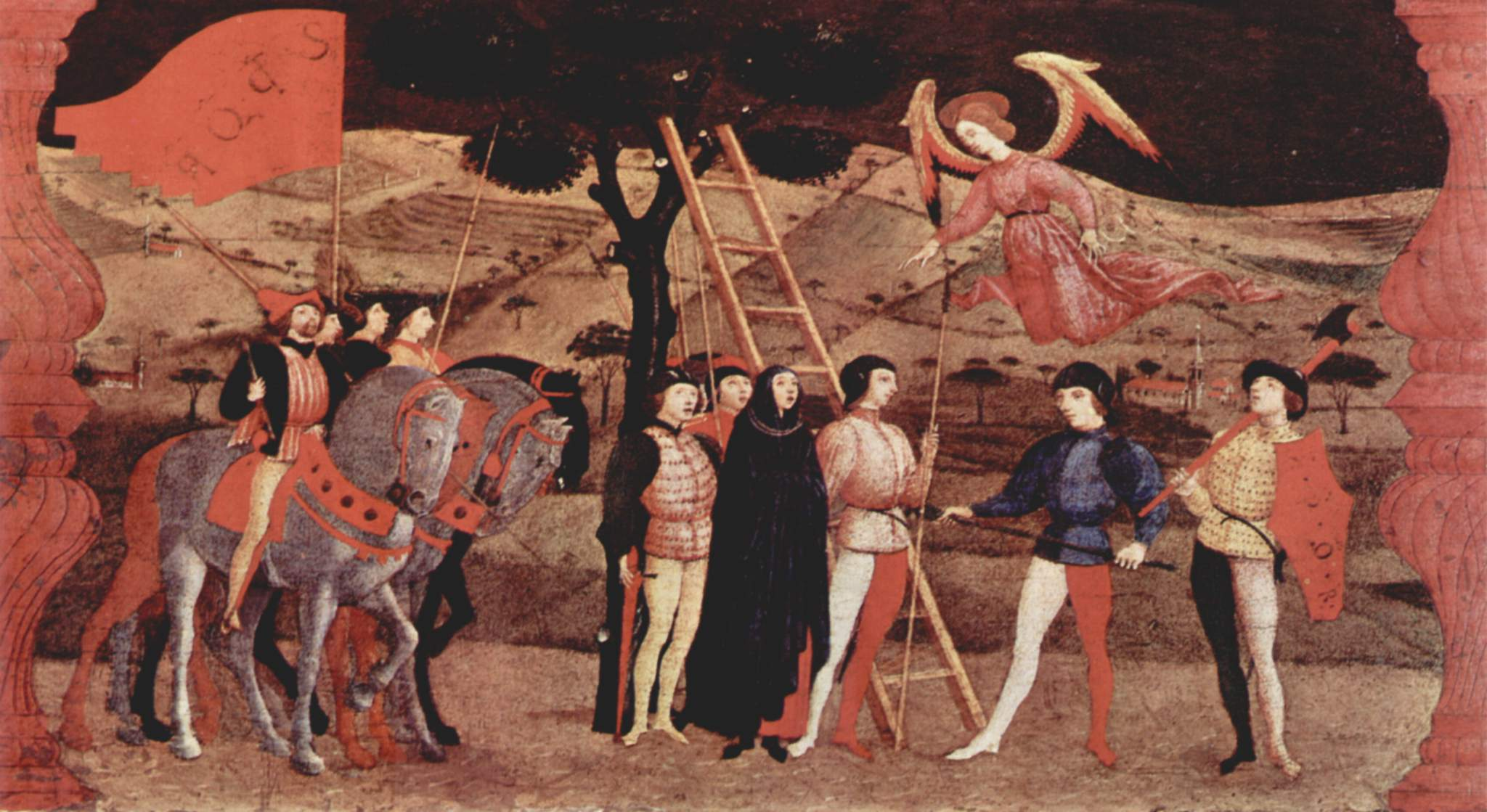
Escena 4 La mujer arrepentida es sentenciada a muerte en la horca y un ángel desciende del cielo para salvar su alma.
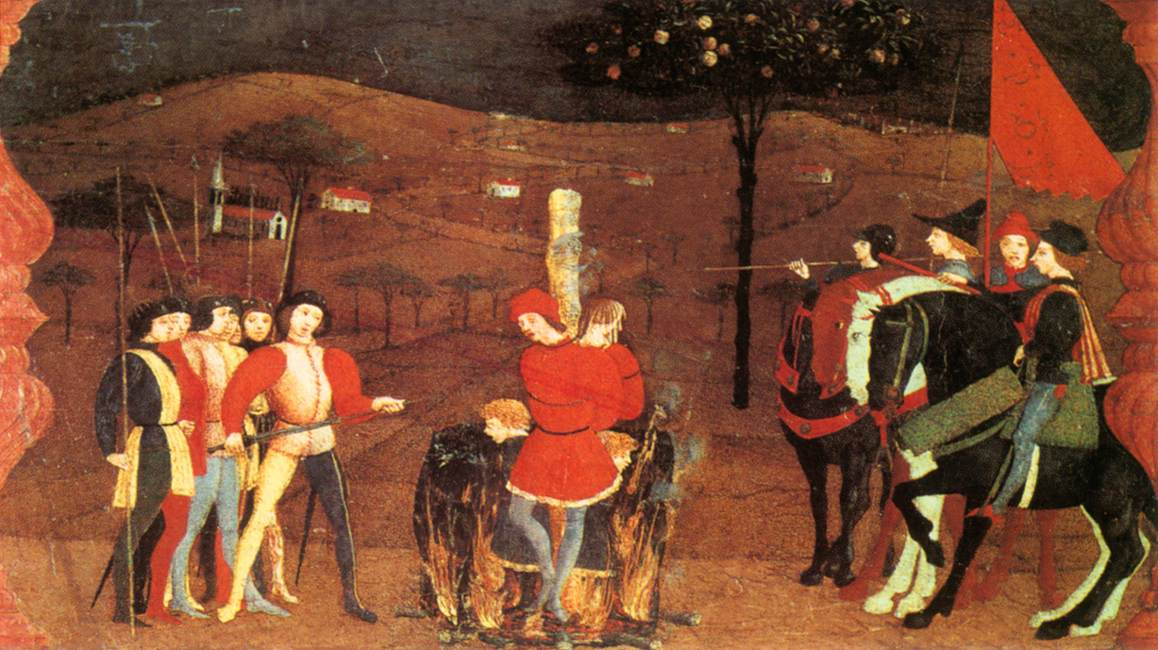
Escena 5  El comerciante judío y su familia son quemados en la hoguera.
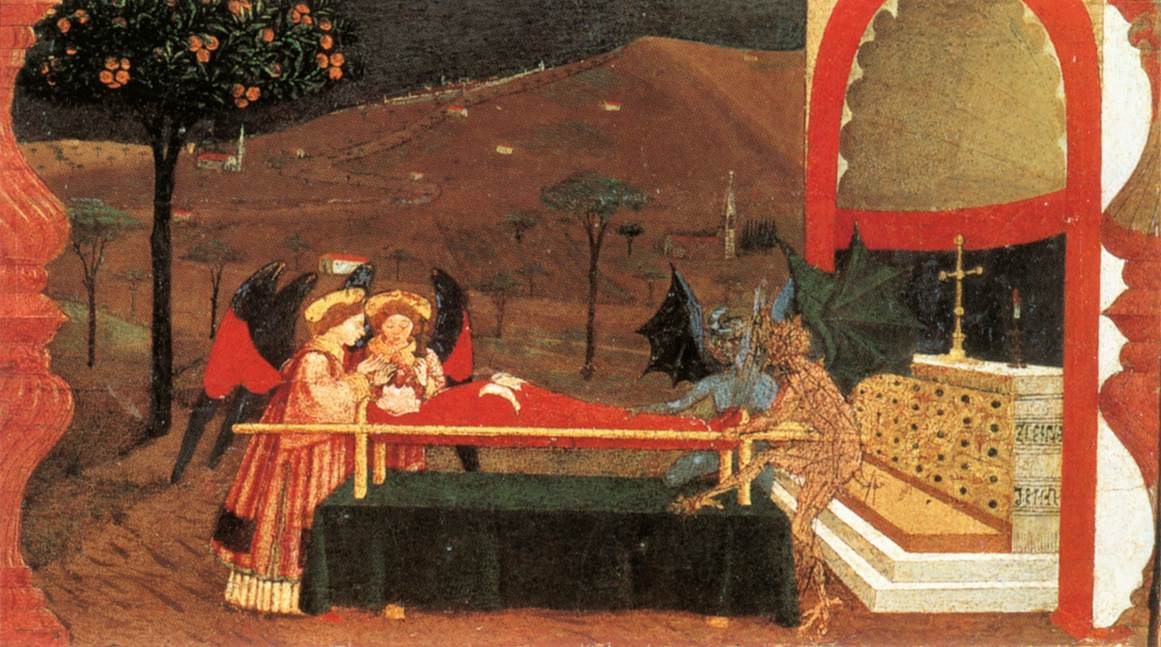
Escena  6 Dos ángeles y dos demonios pelean por el cuerpo de la mujer.

El Libro del cortesano de Baldassarre Castiglione estaba ambientado en la llamada Sala delle Veglie (Sala 23): aquí, además de un grupo de obras de Giovanni Santi, también se encuentran dos lienzos (los lados del mismo estandarte) de Luca Signorelli con Pentecostés y la Crucifixión (1494).

### Apartamento de la duquesa (habitaciones 24 - 28)

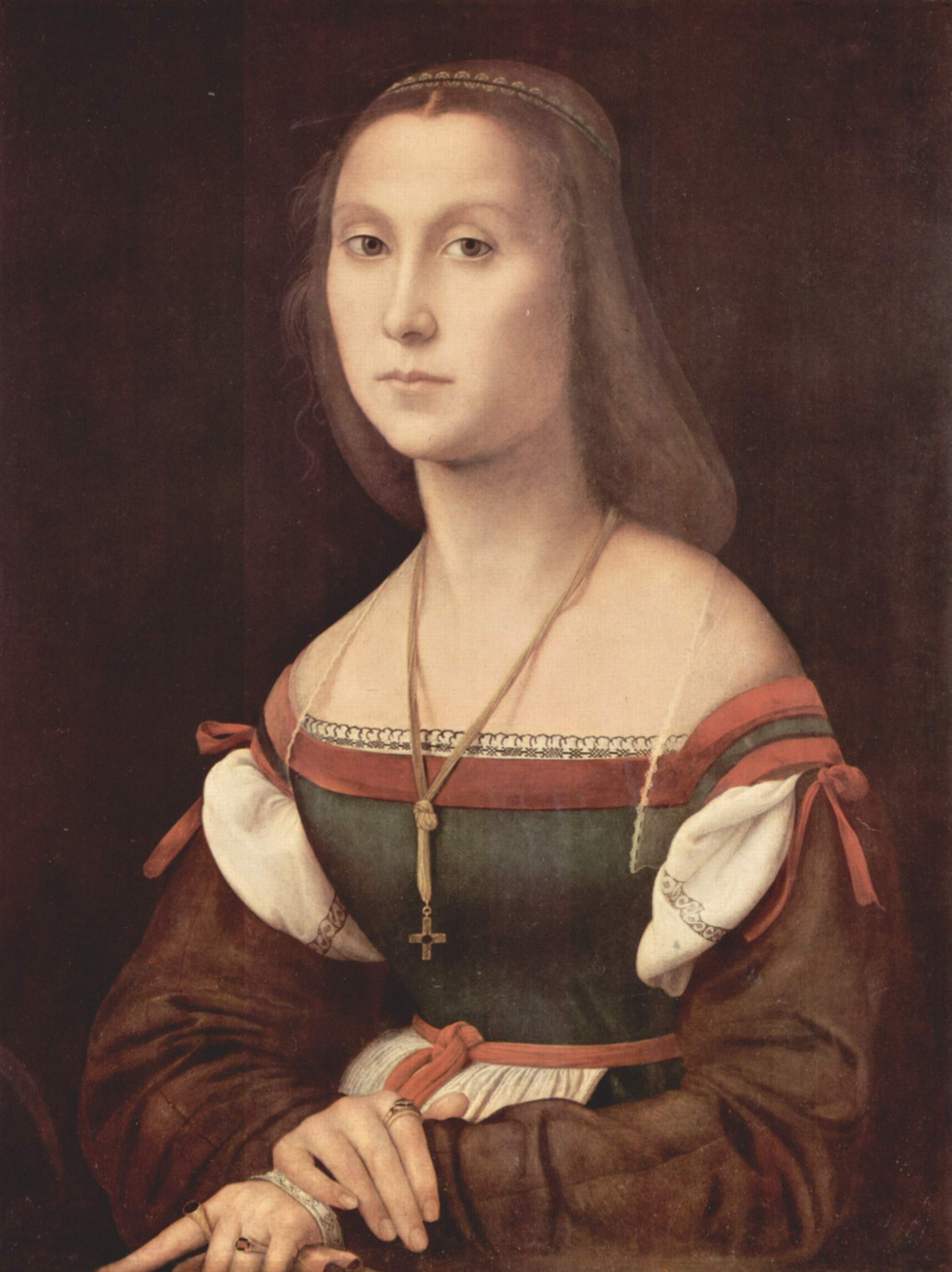
Raffaello Sanzio, La Muta

En la sala 25 (Salón de la duquesa) se encuentran las dos obras de Rafael: el Retrato de una Dama (tradicionalmente conocida como La Muda) y la pequeña Santa Catalina de Alejandría. En la sala 26 (dormitorio de la duquesa) se encuentran las obras de Tiziano:  la Última Cena y la Resurrección, que constituían originalmente un estandarte procesional encargado al pintor por la cofradía del Corpus Domini de Urbino. La pintura, obra maestra del 'medio tiempo' del maestro (Dal Poggetto 2003), fue creada en Venecia entre 1542 y 1544, llegando a Urbino en junio de este último año, según atestiguan los documentos de pago conservados en el archivo de la cofradía (L. Moranti 1990). En la Sala de Oración de la duquesa hay un techo de estuco del escultor de Urbino Federico Brandani, trasladado aquí entre 1918 y 1919 desde el Palacio Corboli Aquilini.

## Segunda planta

### Apartamento della Rovere
Subiendo al segundo piso, se llega al apartamento Roveresco, llamado así porque fue construido bajo Guidobaldo della Rovere.
Aquí hay obras de Federico Barocci, Giovanni Francesco Guerrieri, Giovanni Battista Salvi, Claudio Ridolfi, Girolamo Cialdieri, Gaetano Lapis, Alessio De Marchis y otros artistas. En particular, se conservan las pinturas de Ridolfi y Cialdieri, realizadas con motivo de la boda de Federico Ubaldo della Rovere y Claudia de' Medici en 1621, que fueron dispuestas (junto con los aparatos efímeros) a lo largo de las calles de la ciudad atravesadas por la boda. procesión. Otras obras incluyen la Virgen y el Niño con Santa Francesca Romana de Orazio Gentileschi (sala 4) y la Porta Virtutis de Federico Zuccari.
También hay una colección de mayólicas renacentistas.
Desde 2003, la Galería conserva la colección donada por la familia del escritor Paolo Volponi, compuesta por obras del período barroco, creadas por artistas como Guido Reni, Giovanni Battista Caracciolo y otros.
En 2022, se inauguró la nueva disposición de las colecciones de este piso, incluida la ampliación a otras salas, gracias a la cesión de obras de la colección de la Fundación Cassa di Risparmio di Pesaro para depósito.

## Subterráneo
Los sótanos en cambio incluyen las áreas de servicio como los establos, las cocinas, los baños, las bodegas.